# Mary-Edith Schreiber
Mary-Edith Schreiber (* 31. Mai 1921 in Hannover; † 15. November 2014 in Chemnitz) war eine deutsche Schauspielerin und Hörspielsprecherin.

## Leben
Mary-Edith Schreiber war nach Engagements in Plauen, Görlitz und Dresden über 50 Jahre an den Städtischen Theatern in Chemnitz/Karl-Marx-Stadt beschäftigt. Noch bis zu ihrem 81. Lebensjahr stand sie in der Rolle der Mrs. Higgins in dem Stück My Fair Lady von Frederick Loewe auf der Bühne. Ihre letzten Lebensjahre verbrachte sie in einem Seniorenheim in Chemnitz, bis sie 2014 im Alter von 93 Jahren verstarb. Neben ihren Theaterarbeiten war sie auch für den Film und das Fernsehen vor der Kamera tätig. Für den Rundfunk und verschiedene DDR-Schallplattenlabel  wirkte sie als Sprecherin.
Mary-Edith Schreiber war mit dem Schauspieler Peter Harzheim (1902–1967) verheiratet und fand ihre letzte Ruhestätte auf dem Schloßfriedhof in Chemnitz, Salzstraße 81.

## Filmografie
- 1965: Engel im Fegefeuer
- 1974: Johannes Kepler
- 1975: Die Spuren des Helfried Pappelmann (Kurzfilm)
- 1978: Gefährliche Fahndung (Fernsehserie, 1 Episode)
- 1983: So wie du Lebst (Fernsehfilm)
- 1987: Spuk von draußen (Fernsehserie, 6 von 9 Episoden)
- 1992: Karl May (Fernsehserie, 6 Episoden)

## Theater
- 1947: Ludwig Anzengruber: Der G'wissenswurm – Regie: Theo Modes (Deutsche Volksbühne Dresden)
- 1948: Ilja Ehrenburg: Der Löwe auf dem Marktplatz – Regie: Paul Lewitt (Deutsche Volksbühne Dresden)
- 1953: Wsewolod Wischnewski: Optimistische Tragödie – Regie: Gottfried Kolditz (Städtische Theater Karl-Marx-Stadt)
- 1954: Friedrich Schiller: Kabale und Liebe – Regie: Gottfried Kolditz (Städtische Theater Karl-Marx-Stadt)
- 1955: Johann Nestroy: Der Talisman – Regie: Gerhard Winterlich (Städtische Theater Karl-Marx-Stadt)
- 1955: Gabriela Zapolska: Die kleine Kröte – Regie: Adolf Loose (Städtische Theater Karl-Marx-Stadt)
- 1956: Walentin Katajew: Der Blumenweg – Regie: Adolf Loose (Städtische Theater Karl-Marx-Stadt)
- 1958: Flacon Chanel: Brokat aus Frankreich – Regie: Paul Herbert Freyer (Städtische Theater Karl-Marx-Stadt)
- 1961: Bertolt Brecht/Kurt Weill: Die sieben Todsünden der Kleinbürger (Anna I) – Regie: Hinrich Köhn (Städtische Theater Karl-Marx-Stadt)
- 1961: Alexei Arbusow: Irkutsker Geschichte – Regie: Siegfried Meyer (Städtische Theater Karl-Marx-Stadt)
- 1964: Carl Sternheim: Die Kassette – Regie: Erwin Arlt (Städtische Theater Karl-Marx-Stadt)
- 1964: Ewan MacColl nach Aristophanes: Unternehmen Ölzweig  – Regie: Adolf Loose (Städtische Theater Karl-Marx-Stadt)
- 1965: Friedrich Schiller: Don Carlos – Regie: Hans Dieter Mäde (Städtische Theater Karl-Marx-Stadt)
- 1965: Gunter Koch: Mordsache Brisson – Regie: Rüdiger Volkmer (Städtische Theater Karl-Marx-Stadt)
- 1969: Arne Leonhardt: Der Abiturmann – Regie: Peter Ibrik (Städtische Theater Karl-Marx-Stadt)
- 1972: Michail Rostschin: Valentin und Valentina (Mutter Valentinas) – Regie: Gerhard Meyer (Städtische Theater Karl-Marx-Stadt)
- 1977: Carlo Goldoni: Der Campiello (Donna Pasqua) – Regie: Hartwig Albiro (Städtische Theater Karl-Marx-Stadt)
- 1977: Maxim Gorki: Jegor Bulytschow und andere  – Regie: Gerhard Meyer (Städtische Theater Karl-Marx-Stadt)
- 1980: Wiktor Rosow: Das Nest des Auerhahns – Regie: Irmgard Lange (Städtische Theater Karl-Marx-Stadt)

## Hörspiele
- 1965: Axel Schulze: Antwort auf einen Bericht (Sängerin) – Regie: Horst Liepach (Hörspiel – Rundfunk der DDR)
- 1970: Erwin Strittmatter/Horst Heitzenröther: Der Wundertäter (Bäckerin) – Regie: Walter Niklaus (Hörspiel, 3. Teil – Rundfunk der DDR)
- 1973: Irene Rajala: Die Viehmagd und das Gespenst auf dem Hof (Großbäuerin) – Regie: Walter Niklaus (Hörspiel – Rundfunk der DDR)
- 1975: Lena Foellbach: Jahresringe (Gertrud) – Regie: Werner Grunow (Hörspiel – Rundfunk der DDR)